# Одинцов Георгій Федотович
Гео́ргій Федо́тович Одинцо́в (рос. Георгий Федотович Одинцов; 6 березня 1900 — 1 березня 1972) — радянський воєначальник, маршал артилерії (22.02.1968).
Обирався депутатом Верховної Ради РРФСР 2-го скликання (1947—1951), депутатом Московської, Омської і Краснодарської міських рад, делегатом XXII і XXIII з'їздів КПРС.

## Життєпис
Народився у Воронежі. Росіянин.
15 липня 1920 року, за більшовицькою мобілізацією, призваний до лав Червоної армії. Учасник Громадянської війни в Росії: боєць загону особливого призначення Комуністичного полку 9-ї армії. Воював на Південному і Кавказькому фронтах.
З листопада 1921 по лютий 1923 року навчався на Краснодарських командних курсах діючих родів військ, після закінчення яких командував взводом, згодом — помічник командира гаубичної батареї 14-го артилерійського полку.
З вересня 1925 по серпень 1927 року проходив перепідготовку в Київській об'єднаній школі червоних командирів, після чого проходив військову службу в артилерійському полку Московської Пролетарської стрілецької дивізії: командир батареї, помічник начальника штабу полка, начальник полкової школи.
Влітку 1930 року направлений на навчання на артилерійський факультет Військово-технічної академії РСЧА імені Ф. Е. Дзержинського (з 1932 року — Артилерійська академія імені Ф. Е. Дзержинського). З березня 1935 року — начальник навчальної частини командного факультету Артилерійської академії. З листопада 1937 по жовтень 1939 року — комісар командного факультету, начальник кафедри служби АІР (артилерійської інструментальної розвідки), помічник начальника командного факультету тієї ж академії.
У жовтні 1939 року полковник Г. Ф. Одинцов призначений командиром 543-го корпусного артилерійського полку 53-го стрілецького корпусу, що формувався в Омську. З 1940 року — командир артилерійського полку Артилерійських КУКС.
Учасник німецько-радянської війни з липня 1941 року: командував Особливою артилерійською групою 41-го стрілецького корпусу, що діяв на Лузькому напрямку оборони Ленінграда. З грудня 1941 року — начальник штабу артилерії Ленінградського фронту. З квітня 1942 року — заступник командувача військами — начальник артилерії Ленінградської групи військ Ленінградського фронту.
У повоєнний час — командувач артилерії Ленінградського військового округу, а в 1947—1953 роках — командувач артилерії військ Далекого Сходу.
9 грудня 1953 року генерал-полковник артилерії (06.1944) Г. Ф. Одинцов призначений начальником Військової інженерної артилерійської академії імені Ф. Е. Дзержинського. Перебував на цій посаді протягом 16 років аж до свого звільнення у відставку через хворобу 30 вересня 1969 року.
10 липня 1971 року наказ про відставку було скасовано, а маршал артилерії Г. Ф. Одинцов призначений військовим інспектором-радником Групи генеральних інспекторів МО СРСР.
Помер в Москві від ракової інтоксикації.

## Нагороди
Нагороджений трьома орденами Леніна (05.10.1944, 1945, 1961), чотирма орденами Червоного Прапора (06.02.1942, 1944, 1950, 1968), орденами Суворова 1-го ступеня (22.06.1944), Кутузова 1-го ступеня (21.02.1944), Богдана Хмельницького 1-го ступеня (29.06.1945), Суворова 2-го ступеня (1943) і медалями.

## Вшанування пам'яті
Ім'я маршала Г. Ф. Одинцова занесене до Книги Пошани міста Луга і району (07.05.1970).
Також його ім'ям названо вулицю в селищі Отрожки міста Воронежа (Постанова міськради від 09.12.1974).